# Ernest Gallo
Ernest Gallo (Sierra Nevada, 18 de marzo de 1909 - Modesto, 7 de marzo de 2007), fue un empresario vitivinícola estadounidense, cofundador de la empresa E & J Gallo Wnery.

## Biografía
En el año 1933 creó, junto con su hermano Julio (1910-1993), una empresa de vinos en California de estilo italiano.[cita requerida] A lo largo de los primeros años de la compañía adquirieron poco a poco todos los viñedos del estado de California.[cita requerida] En el 2007 la compañía E & Gallo Winery había empleado a más de 4 600 personas y comercializaba sus productos en más de 90 países.[cita requerida] Murió el 7 de marzo de 2007 a los 97 años de edad en Modesto (California).
En la actualidad,su hijo Joseph es el director ejecutivo de la empresa, desde donde se financia el Centro de Investigación en la Universidad de California (San Francisco) que lleva el nombre de Ernesto Gallo. 
- Datos: Q658874